# بارسينا دي بي دي كونتشا
بلدية بارسينا دي بي دي كونتشا (بالإسبانية: Bárcena de Pie de Concha)‏، هي إحدى بلديات منطقة كانتابريا, المصنفة على أنها مقاطعة أيضاً، في شمال إسبانيا.
يبلغ عدد سكانها 885 نسمة وفقاً لإحصائية سنة (2002).